# Cantonul Guichen
Cantonul Guichen este un canton din arondismentul Redon, departamentul Ille-et-Vilaine, regiunea Bretania, Franța.

## Comune
- Baulon
- Bourg-des-Comptes
- Goven
- Guichen (reședință)
- Guignen
- Laillé
- Lassy
- Saint-Senoux